# Boris Ier
Pour les articles homonymes, voir Boris.
Boris Ier (ou Bogoris), aussi appelé Boris-Michel (en bulgare : Борис-Михаил (Boris-Mihail)), mort le 2 mai 907 près de Preslav, est khan puis knèze de Bulgarie de 852 à 889 et son premier souverain chrétien. Lors de son baptême en 864, Boris est baptisé Michel en l'honneur de son parrain, l'empereur byzantin Michel III.
Boris Ier est vénéré dans l'Église orthodoxe comme saint isapostole, sa fête est le 2 mai.

## Début de règne
Boris Ier est le fils et successeur de Pressiyan Ier de Bulgarie. Au moment de son accession au trône, Boris est en campagne en Macédoine, et la Bulgarie fait l'objet d'une invasion par les Francs orientaux, victorieux contre Boris et ses alliés Slaves en 853. La paix avec les Francs est restaurée en 855, et Boris retourne son attention vers les tensions sur la frontière Bulgaro-Byzantine, posant un ultimatum au gouvernement impérial de Constantinople. La crise est évitée et Boris s'allie avec le roi Louis II de Germanie des Francs orientaux contre le prince Rastislav du royaume slave de Grande-Moravie et le souverain de la Croatie. Les alliés obtiennent quelques succès en 863, mais Boris est battu lors de son invasion de la Serbie de Mutimir, ce qui amène le monarque à signer la paix à la fois avec la Croatie et la Serbie. Malgré ces revers, Boris parvient à maintenir l'intégrité territoriale de son royaume.

## Baptême
Sous le règne de Boris Ier, le Premier Empire bulgare englobe un périmètre comprenant les actuelles Albanie (sauf la côte), Kosovo, Serbie orientale, Bulgarie, Macédoine (sauf la côte), Roumanie, Moldavie et sud-ouest de l'Ukraine (actuelle oblast d'Odessa)[réf. incomplète], avec des populations déjà chrétiennes. La noblesse proto-bulgare dont Boris était issu, était pour sa part fidèle à la religion du tengrisme. Dans ce contexte, la conversion de Boris lui-même au christianisme pouvait entraîner à sa suite celle de la noblesse proto-bulgare et, par là-même, assurer l'autorité de celle-ci sur les autres populations et les soustraire à l'influence grecque.
Boris s'enquiert donc d'un éventuel baptême auprès de Louis II de Germanie en 863, alors que la Bulgarie est attaquée par l'Empire byzantin pendant une période de famine et de catastrophes naturelles. Après diverses négociations et hésitations, Boris choisit de recevoir le baptême à Constantinople plutôt qu'en Occident, obtenant en contrepartie des Byzantins la paix et des cessions territoriales en Thrace. Au début de l'année 864, Boris est baptisé à Pliska par une assemblée (събор, sãbor) de popes byzantins, avec sa femme, qui reçut le nom de Marie, suivie par sa famille et plusieurs boyards fidèles à sa cause. L'empereur Michel III étant son parrain, Boris prend Michel comme nom de baptême. Initialement son baptême reste discret pour éviter une révolte de ses nobles proto-bulgares, attachés au tengrisme, mais la conversion est rapidement éventée et le soulèvement des boyards se produit en 865 : Boris le réprime dans le sang et fait exécuter 52 familles de boyards, enfants compris.

## Conversion desProto-Bulgaresau christianisme
Boris s'enquiert auprès du patriarche de Constantinople Photios Ier sous couvert de recevoir des conseils sur la manière d'être un bon chrétien, pour envisager l'établissement d'une église bulgare autocéphale. Devant le refus de Photios concernant l'autocéphalie, il se tourne vers l'Église de Rome et le pape Nicolas Ier, auquel il envoie des émissaires avec une longue liste de questions en août 866. Le pape lui fait parvenir 106 réponses détaillées concernant la religion, les lois, la politique et la foi. Craignant le rattachement des dirigeants bulgares à la papauté, le patriarche grec publie en 867 une encyclique dénonçant les pratiques du rite occidental et l'intervention ecclésiastique de Rome en Bulgarie.
L'évêque de Rome Nicolas Ier envoie des missionnaires romains pour encourager la conversion de l'aristocratie bulgare selon le rite romain, mais évite lui aussi le sujet du statut autocéphale et récuse la nomination par Boris de son légat (l'évêque Formose qui deviendra pape en 891), au titre d'archevêque de Bulgarie. Le pape Nicolas Ier et son successeur Adrien II ne peuvent en effet pas concéder à un souverain temporel le droit de nommer les archevêques, que ce soit Formose, ou le diacre Marin (qui deviendra le pape Marin Ier en 881). Déçu du côté de Rome aussi, Boris se tourne à nouveau vers Constantinople, d'autant que ses sujets slaves, valaques et grecs suivaient depuis au moins trois siècles le rite byzantin. Au quatrième concile de Constantinople de 870, l'Église orthodoxe bulgare est rattachée au patriarcat de Constantinople. C'est pourquoi lors de la séparation des Églises d'Orient et d'Occident, l'église bulgare choisira le giron de Constantinople, bien que Rome ait continué à la reconnaître comme l'une de ses juridictions.
En 886, des disciples des saints Cyrille et Méthode sont accueillis par le gouverneur de Boris à Belgrade (à l'époque Beograd) après avoir été chassés de Grande-Moravie, et sont envoyés auprès de Boris à Pliska. Deux de ces disciples, Clément d'Okhrid et Naum de Preslav, fondent des écoles à Pliska et Ohrid destinées à développer la littérature et la liturgie slavonne, utilisant l'alphabet glagolitique développé par Cyrille et Méthode. Parallèlement à ce développement de la liturgie, Boris poursuit également la construction d'églises et de monastères dans son royaume. Mais l'action des disciples de Cyrille et Méthode inquiète la noblesse bulgare car elle accroît l'influence byzantine dans les affaires internes du royaume.
En 889, Boris abdique une première fois et se fait moine au monastère de Titcha (bg). Son fils aîné et successeur Vladimir tente alors une restauration du tengrisme, amenant Boris à revenir au pouvoir en 893. Après avoir vaincu et fait aveugler Vladimir, Boris place son troisième fils, Siméon Ier le Grand sur le trône, le menaçant du même sort en cas d'apostasie. Craignant toujours les tendances frondeuses de ses boyards, Boris convoque en outre le Concile de Preslav de 893, qui bannit le clergé grec du pays, le remplace par des popes slavons et, à la place du grec byzantin, adopte le vieux-slave comme langue liturgique et de chancellerie dans l'ensemble du royaume (il le restera, dans les principautés danubiennes, jusqu'au XVIIe siècle). Ce concile apaise ainsi les craintes de la noblesse bulgare.
En 895 Boris reprend les armes pour aider Siméon Ier à vaincre les Magyars alliés aux Byzantins, qui avaient attaqué la Bulgarie. C'est sa dernière campagne militaire.

## Abdication et mort
Boris abdique et reprend définitivement sa vie monastique en 898. Il meurt le 2 mai 907 : cette dernière date est devenue jour de sa fête comme saint de l'Église orthodoxe bulgare.

## Fils et filles
Boris et Maria furent les parents de :
- Vladimir.
- Gabriel (Gavril).
- Siméon Ier.
- Jacques (Iakov).
- Eupraxie, devenue religieuse.
- Anne, mariée avec Svatopluk Ier, duc de la Grande-Moravie.